# Blastobasis mesomochla
Blastobasis mesomochla é uma espécie de mariposa do gênero Blastobasis pertencente à família Coleophoridae.